# Craterul Calvin
Calvin este un crater de impact meteoritic în Michigan, Statele Unite ale Americii. 

## Date generale
A fost descoperit în 1987 de Randall Milstein în timp ce studia datele de la 100 de mostre forate în zonă.
Are 8,5 km în diametru și are vârsta estimată la 450 ± 10 milioane ani (Ordovician). Craterul nu este expus la suprafață. Acesta se află la aproximativ 30–120 m sub nivelul solului de astăzi.